# Henry C. Bulis
Henry C. Bulis (* 14. November 1830 im Clinton County, New York; † 7. September 1897 in Decorah, Iowa) war ein US-amerikanischer Politiker. Zwischen 1871 und 1874 war er Vizegouverneur des Bundesstaates Iowa.

## Werdegang
Henry Bulis studierte Medizin und praktizierte später in Decorah als Arzt. Zwischenzeitlich war er auch als Indianeragent tätig. Politisch schloss er sich der Republikanischen Partei an. In Decorah war er sowohl für einige Zeit Bürgermeister als auch Posthalter.
Als Vizegouverneur Madison Miner Walden in das US-Repräsentantenhaus in Washington, D.C. gewählt worden war, trat Henry Bulis dessen Nachfolge an. Nach einer Wiederwahl konnte er dieses Amt zwischen 1871 und 1874 bekleiden. Dabei war er Stellvertreter des Gouverneurs und Vorsitzender des Staatssenats. Er diente zunächst unter Gouverneur Samuel Merrill und dann unter dessen Nachfolger Cyrus C. Carpenter. Später gehörte Bulis dem Senat von Iowa an. Er starb am 7. September 1897 in Decorah.